# Мара Лакич
Мара Лакич (18 серпня 1963) — югославська баскетболістка.
Срібна призерка Олімпійських Ігор 1988 року.
Переможниця Середземноморських ігор 1993 року.
Срібна призерка Чемпіонату світу 1990 року.
Срібна призерка Чемпіонату Європи 1991 року.